# Thrombomoduline
 (janvier 2015).
Si vous disposez d'ouvrages ou d'articles de référence ou si vous connaissez des sites web de qualité traitant du thème abordé ici, merci de compléter l'article en donnant les références utiles à sa vérifiabilité et en les liant à la section « Notes et références ».
La thrombomoduline (TM), également connue sous le nom CD141 ou BDCA-3, est une protéine membranaire intégrale exprimée à la surface des cellules endothéliales. C'est un cofacteur de la thrombine. Elle réduit la coagulation sanguine en transformant la thrombine, d'une enzyme procoagulante en une enzyme anti-coagulante. La thrombomoduline peut également être retrouvée à la surface des cellules mésothéliales humaine, des monocytes et d'un sous-ensemble de cellules dendritiques.

## Structure
Chez l'Homme, la thrombomoduline est encodée par le gène THBD, situé sur le bras court du chromosome 20. Elle possède une masse moléculaire de 74 kDa, et est formée de d'une seule chaîne constituée de six domaines distincts. 

## Fonction
La thrombomoduline est un cofacteur de la thrombine, et augmente de vingt mille fois la capacité de cette dernière à activer la protéine C, inhibant ainsi la coagulation. Lorsque la thrombine est liée à la thrombomoduline, elle a également un rôle procoagulant par inhibition de la fibrinolyse, en clivant l'inhibiteur de la fibrinolyse activable par thrombine, l'activant par la même occasion.
La thrombomoduline a également pour rôle la régulation de la désactivation du C3b par le facteur I. Des mutations du gène THBD codant la thrombomoduline ont été associées à des syndromes hémolytiques et urémiques atypiques (SHU). 
L'antigène BDCA-3 est identique à la thrombomoduline. Ainsi, on retrouve également cette molécule dans un sous-ensemble très rare de cellules dendritiques, MDC2 (0,02%), dont la fonction est inconnue.

## Interactions
La thrombomoduline interagit avec la thrombine.